# Lawrence Berkeley National Laboratory
Lawrence Berkeley National Laboratory (Berkeley Lab) – multidyscyplinarne laboratorium naukowe znajdujące się na terenie Uniwersytetu Kalifornijskiego w Berkeley, podlegające Departamentowi Energii Stanów Zjednoczonych. Zatrudnia około 4200 pracowników, a jego roczny budżet to około 800 mln dolarów. Prowadzi badania głównie w dziedzinie fizyki, chemii, genomiki, badań materiałowych i inżynierii. Znajdują się tam między innymi:
- Advanced Light Source – źródło promieniowania synchrotronowego,
- Joint Genome Institute – instytut genomiki, w którym prowadzono badania nad poznaniem ludzkiego genomu,
- National Energy Research Scientific Computing Center[2] – centrum obliczeniowe, w którym działa superkomputer Cray Hopper o wydajności ponad 1 PFLOPS[3].

Dotychczas 12 pracowników Berkeley Lab otrzymało Nagrodę Nobla: Ernest Lawrence, Glenn T. Seaborg, Edwin McMillan, Owen Chamberlain, Emilio Segrè, Donald Arthur Glaser, Melvin Calvin, Luis W. Alvarez, Yuan T. Lee, Steven Chu, George F. Smoot i Carolyn Bertozzi.

## Historia

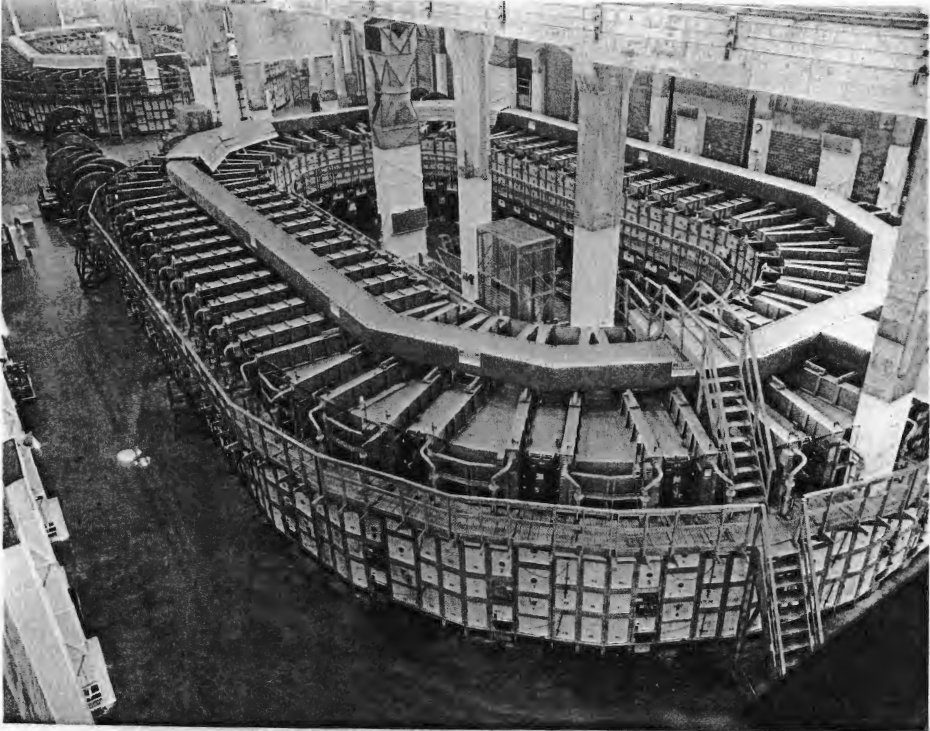
W Berkeley Lab opracowano kalutrony, służące do wzbogacania uranu do produkcji pierwszych bomb jądrowych

Laboratorium zostało założone w 1931 roku przez Ernesta Lawrence'a jako Radiation Laboratory, mające zrzeszać fizyków prowadzących badania przy pomocy cyklotronów. W latach 40. XX wieku kolejne budowane tam cyklotrony stały się zbyt duże, aby zmieścić je w budynkach uniwersyteckich i laboratorium przeniosło się do nowej siedziby.
W czasie II wojny światowej laboratorium było jednym z ośrodków biorących udział w Projekcie Manhattan. Po wojnie przeszło pod zarząd Atomic Energy Commission, kontrolującej prace nad rozwojem broni jądrowej. Większość prowadzonych w nim prac stała się jawna (tajne badania były prowadzone w Los Alamos National Laboratory i Lawrence Livermore National Laboratory).
Po śmierci Ernesta Lawrence w 1959 roku nazwę laboratorium zmieniono na obecną.